# Steinachgrund
Koordinaten: 50° 24′ 47″ N, 11° 10′ 55″ O
Das Naturschutzgebiet Steinachgrund liegt im Landkreis Sonneberg in Thüringen. Das Gebiet erstreckt sich südöstlich von Steinach. Unweit westlich des Gebietes fließt die Steinach, ein rechter Zufluss der Rodach, und verläuft die Landesstraße L 1148, östlich verlaufen die Kreisstraße K 32 und die L 1150.  Westlich erstreckt sich das rund 114,2 ha große Naturschutzgebiet (NSG) Röthengrund und östlich das rund 22,9 ha große NSG Kleiner Först.

## Bedeutung
Das rund 23,2 ha große Gebiet mit der Kennung 121 wurde im Jahr 1961 unter Naturschutz gestellt. 